# Different Shades of Blue
Different Shades of Blue je jedenácté studiové album amerického kytaristy a zpěváka Joa Bonamassy, vydané v roce 2014. Stejně jako u mnoha jeho předchozích nahrávek se i na tomto albu prodílel producent Kevin Shirley a o mastering se postaral Bob Ludwig; coby doprovodní hudebníci se na něm podíleli například Anton Fig a Reese Wynans. Skladby pro toto album byly nahrávány v Las Vegas a Malibu.

## Seznam skladeb
| Pořadí | Název                                         | Autor                              | Délka |
| ------ | --------------------------------------------- | ---------------------------------- | ----- |
| 1.     | Hey Baby (New Rising Sun)                     | Jimi Hendrix                       | 1:20  |
| 2.     | Oh Beautiful!                                 | Joe Bonamassa, James House         | 5:29  |
| 3.     | Love Ain't a Love Song                        | Bonamassa, Jerry Flowers           | 3:49  |
| 4.     | Living on the Moon                            | Bonamassa, House                   | 3:21  |
| 5.     | Heartache Follows Wherever I Go               | Bonamassa, House                   | 4:34  |
| 6.     | Never Give All Your Heart                     | Bonamassa, Jonathan Cain           | 5:25  |
| 7.     | I Gave Up Everything for You, 'Cept the Blues | Bonamassa, Flowers, Jeffrey Steele | 4:40  |
| 8.     | Different Shades of Blue                      | Bonamassa, House                   | 4:39  |
| 9.     | Get Back My Tomorrow                          | Bonamassa, Flowers, Steele         | 4:46  |
| 10.    | Trouble Town                                  | Bonamassa, Gary Nicholson          | 4:57  |
| 11.    | So, What Would I Do                           | Bonamassa                          | 5:29  |

## Obsazení
Hudebníci
- Joe Bonamassa – zpěv, kytara
- Carmine Rojas – baskytara
- Michael Rhodes – baskytara
- Anton Fig – bicí
- Reese Wynans – klavír, varhany
- Ron Dziubla – saxofon
- The Bovaland Symphonic Orchestra – smyčcové nástroje
- Lee Thornburg – trubka, pozoun, aranžmá
- Jeff Bova – aranžmá smyčců
- Doug Henthorn – doprovodné vokály
- Melanie Williams – doprovodné vokály

Technická podpora
- Kevin Shirley – produkce, mixing, zvukový inženýr
- Mark Gray – zvukový inženýr
- Bob Ludwig – mastering
- Roy Weisman – výkonný producent
- Erik Kabik – fotografie
- Philippe Klose – fotografie
- Rick Gould – fotografie